# Лондонський саміт НАТО 1990
Лондонський саміт НАТО 1990 (англ. 1990 London summit) — 11-й саміт НАТО, який відбувся 5 липня-6 липня 1990 року в Лондоні.
На Лондонському саміті Альянсу розпочався процес постбіполярної трансформації НАТО. На саміті глави держав і урядів країн-членів дійшли висновку про необхідність пристосування Північноатлантичного альянсу до нової стратегічної ситуації та нового середовища безпеки. Основними напрямками трансформації було визначено скорочення чисельності об'єднаних збройних сил при одночасному підвищенні рівня їх мобільності та здатності оперативно діяти у надзвичайних ситуаціях, розвиток і поглиблення відносин з новими демократичними державами Східної Європи, а також міжурядовими європейськими інституціями — ОБСЄ, ЄЕС, ЗЄС. Розвиток і реалізація ідей, висунутих на Лондонському саміті, привели до розробки нової стратегічної концепції Альянсу, схваленої на наступній зустрічі глав держав та урядів країн-членів НАТО у Римі у листопаді 1991 року.